# Orthosia geminatus
Orthosia geminatus là một loài bướm đêm trong họ Noctuidae.